# Slag bij Zoetermeer
De Slag bij Zoetermeer was een slag tijdens de Tachtigjarige Oorlog tussen een geuzenvloot die Leiden probeerde te ontzetten en Spaanse troepen die hen vanaf de schans op de Voorweg met kanonnen beschoten. De slag vond op 17 september 1574 plaats, maar er werd niet echt om Zoetermeer gevochten.
Het gebied werd vanaf 3 augustus door het doorsteken van de dijken, onder andere langs de Maas bij Rotterdam en de Schie bij Delft, onder water gezet (inundatie). Grote delen van Schieland en Delfland liepen langzaam onder. Een vloot onder leiding van de admiraals Lodewijk van Boisot en Adriaan Willems, bestaande uit zeven Zeeuwse kromstevens met 800 man en wat kleinere platbodems met een licht geschut, waarmee geroeid moest worden, verzamelde zich intussen bij Rotterdam. Na weken van voorbereiding arriveerden de geuzen bij Zoetermeer. De geuzen probeerden de Voorweg te veroveren op de koninklijke troepen onder leiding van Francisco de Valdez, maar hun schepen liepen vast in het ondiepe water en ze barstten door de terugslag van de Spaanse kanonnen.
Op advies van onder andere de Zoetermeerse scheepstimmerman Wolfert Adriaenszoon koos het geuzenleger onder leiding van Boisot en De La Garde een andere route richting Leiden. Een aantal weken later, op 3 oktober, kon Leiden ontzet worden.